# George John
George John (Shoreline, 20 maart 1987) is een Grieks-Amerikaans voetballer die bij voorkeur als centrale verdediger speelt. Hij verruilde in 2015 FC Dallas voor New York City FC.

## Clubcarrière
John werd als veertiende gekozen in de MLS SuperDraft 2009 door FC Dallas. Op 4 april 2009 maakte hij tegen New England Revolution zijn professionele debuut. In het seizoen in 2010 startte John in vijfentwintig van de dertig competitiewedstrijden en hielp hij FC Dallas naar de finale van de MLS Cup te loodsen. In de finale werden zij echter verslagen door Colorado Rapids. In augustus van 2011 bood het Engelse Blackburn Rovers 1,2 miljoen pond voor de diensten van John. John was al in Engeland om een contract te tekenen toen Blackburn Rovers op het laatste moment besloot de deal toch niet te sluiten. Enkele maanden later kwam John toch in het Engelse voetbal terecht. Hij werd voor twee maanden verhuurd aan West Ham United. Hij maakte in zijn eerste wedstrijd, met het reserve team tegen Gillingham, direct een doelpunt. Door de uitstekende vorm van de toenmalige centrale verdedigers van West Ham speelde John echter in geen enkele competitiewedstrijd. John keerde vervolgens op 2 maart 2012 weer terug bij FC Dallas waar hij weer een basisplaats kreeg.
John werd door New York City FC gekozen in de 'MLS Expansion Draft 2014'.

## Interlandcarrière
John kan zowel voor het internationale elftal van de Verenigde Staten als voor Griekenland uitkomen. Bij beide elftallen werd hij al eens opgeroepen om mee te trainen. Een debuut voor een van beide elftallen moet hij echter nog maken. In september van 2013 liet hij aan een Griekse sportwebsite weten dat hij het liefst voor Griekenland uit zou komen. Ook liet hij de Griekse voetbalbond weten beschikbaar te zijn voor Griekenland.